# Čita
Čita (rusky Чита, čínsky 赤塔/Čch'-tcha) je město v Rusku na Dálném východě. Bylo centrem stejnojmenné oblasti, nyní je správním střediskem Zabajkalského kraje. Leží na soutoku řeky Čita a Ingoda asi 700 km východně od Irkutsku. Žije zde přibližně 333 tisíc obyvatel.

## Historie
Město bylo založeno už roku 1653 jako malá osada, roku 1690 zde byla vystavěna pevnost a od roku 1851 má městská práva. Po roce 1825 sem byli posláni do vyhnanství někteří děkabristé, carovi odpůrci. Od roku 1903 je napojena na Transsibiřskou magistrálu, což zapříčinilo ekonomický růst. Za revoluce roku 1905 zde bylo organizováno ozbrojené povstání, které vedli Viktor Kurnatovskij, Ivan Babuškin a Anton Kotljuško-Valjušanič. Od roku 1917 až do roku 1920 ovládali město a magistrálu v okolí českoslovenští legionáři. Ve 20. letech 20. století byla Čita krátce hlavním městem Dálnovýchodní republiky.

## Obyvatelstvo
- 1885 – 5 728
- 1897 – 11 480
- 2002 – 316 643
- 2010 – 323 964[3]

## Osobnosti
- Jemeljan Jaroslavskij (1878–1943), bolševický revolucionář a novinář
- Anatolij Sobčak (1937–2000), ruský politik
- Ljudmila Titovová (* 1943), sovětská rychlobruslařka
- Anastasija Pivovarovová (* 1990), ruská tenistka
- Tujana Dašidoržijeva (* 1996), ruská lukostřelkyně

## Zajímavosti
- Město se objevilo ve filmu Bílé peklo / Tak daleko, kam mě nohy donesou (Režie: Hardy Martins).

## Galerie

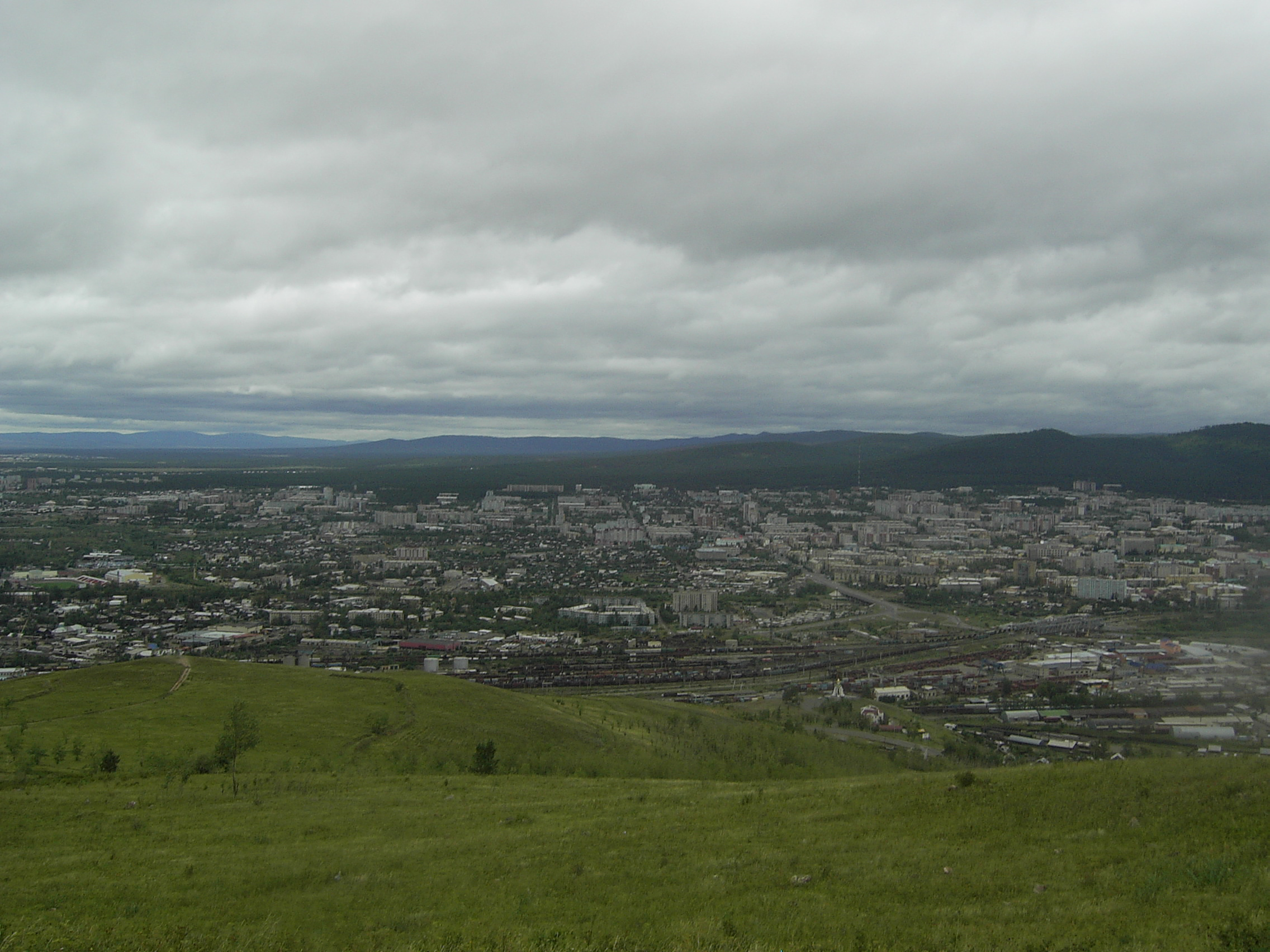
Panorama města
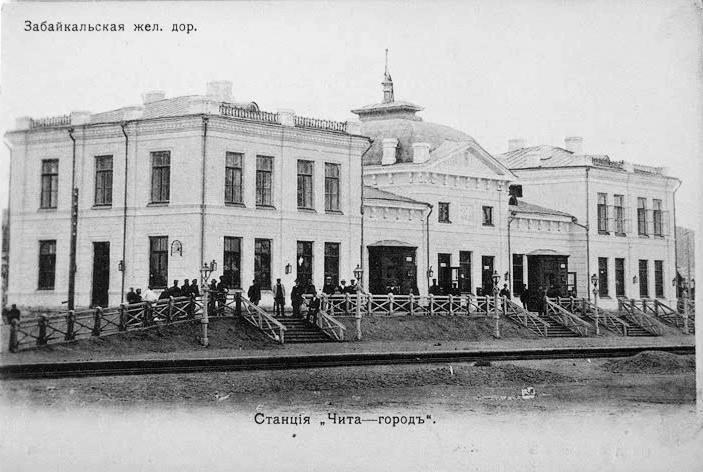
Železniční zastávka ve městě v roce 1910
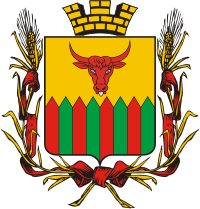
Znak města a oblasti 1913

## Partnerská města
- Abilene, Texas, Spojené státy americké (1996)
- Čojbalsan, Mongolsko (1996)
- Čita, Japonsko (1994)
- Man-čou-li, Čína (1999)
- Ulan-Ude, Rusko (2011)